# Étoile Sportive Goulettoise
Étoile Sportive Goulettoise (arabisch النجم الرياضي بحلق الوادي, DMG an-naǧm ar-riyāḍī bi-Ḥalq al-Wādī) ist ein tunesischer Basketballverein aus La Goulette, der auf eine lange Tradition und zahlreiche nationale sowie internationale Erfolge zurückblicken kann.

## Geschichte
Der Verein wurde 1927 gegründet und war von 1968 bis 2014 mit dem benachbarten Club Olympique Kram (gegründet 1935) aus Kram fusioniert. Während dieser Zeit trat die Klub unter dem Namen Étoile Olympique La Goulette Kram an und feierte zahlreiche nationale und internationale Erfolge. 
Ab 2014 wurde zunehmend über eine organisatorische Trennung diskutiert. Diese wurde am 30. Dezember 2015 offiziell vollzogen: Die Basketballabteilung tritt seither wieder unter dem historischen Namen Étoile Sportive Goulettoise an. Der Tennisbereich wurde aus dem Vereinsverbund ausgegliedert und wird seither eigenständig vom Tennis Club du Kram betreut.
Der Fußballbereich hingegen ging vollständig an den Club Olympique Kram über. Während der EOGK-Zeit spielte das Fußballteam über mehrere Jahrzehnte in der zweiten Liga und war von 2004 bis 2007 drei Jahre in der ersten Liga aktiv. Nach der Trennung spielen die Fußballmannschaften beider Klubs, Étoile Sportive Goulettoise und Club Olympique Kram, in den unteren Amateurligen des Landes.

## Erfolge
| National | International |
| --- | --- |
| - Tunesische Meisterschaft (7) - Sieger: 1985, 1986, 1987, 1988, 1990, 1991, 1995 - Finalist: 1981, 1982, 1984, 1989, 1993 - Tunesischer Pokal (3) - Sieger: 1984, 1986, 1992 - Finalist: 1972, 1985 - Zweite Liga (1) - Sieger: 2023 - Verbandspokal (1) - Sieger: 2014 | - Nordafrikanische Vereinsmeisterschaft (2) - Sieger: 1988, 1989 - Finalist: 1987 - Arabischer Pokal der Landesmeister (0) - Finalist: 1988, 1992 - Dritter Platz: 1989 |